# Gary Kurtz (producteur)
Pour les articles homonymes, voir Gary Kurtz et Kurtz.
Gary Douglas Kurtz est un producteur américain né le 27 juillet 1940 à Los Angeles (Californie, États-Unis) et mort le 23 septembre 2018 à Londres (Angleterre, Royaume-Uni).

## Biographie
Après avoir commencé sa carrière en tant que producteur associé sur les films Macadam à deux voies et Chandler, il produit American Graffiti et les deux premiers films de la saga Star Wars de George Lucas. Si Un nouvel espoir remporte un très grand succès, la production a été en revanche chaotique et par conséquent Lucas hésita à lui redonner le poste de producteur sur la suite, L'Empire contre-attaque, pensant qu'il aurait beaucoup de mal à gérer une production aussi importante. En effet, le tournage pris plus de deux mois de retard et il fallut trouver non sans difficultés plusieurs millions de dollars supplémentaires pour mener le projet à son terme sans quoi Lucas aurait été obligé de vendre ses droits à la Fox et aurait perdu son indépendance récemment acquise. Kurtz est donc remplacé par Howard Kazanjian avant la fin du tournage de L'Empire contre-attaque en raison des dépassements de budget et des retards sur le calendrier.
Il quitte le projet de la saga d'un commun accord en raison des difficultés de production des deux films précédents qui ont provoqué des différends avec George Lucas et son studio Lucasfilm. Kurtz déclare par la suite ne pas aimer la direction prise par Lucas pour le reste de la saga, notamment la fin heureuse du Retour du Jedi et les éditions spéciale de 1997,.
Par la suite, Kurtz préfère se lancer dans un nouveau défi avec Dark Crystal, film de Jim Henson et Frank Oz sorti en 1982 et devenu réputé au fil des années. En 1985 il collabore avec Walter Murch sur son unique réalisation, Oz, un monde extraordinaire. Après un tournage chaotique où la production est sauvée par l'intervention de Francis Ford Coppola et George Lucas, le film est malgré tout un échec cuisant au box-office, et Kurtz ne produit plus de films significatifs dans les années qui suivent. Il retrouve néanmoins Mark Hamill et la science-fiction avec Slipstream : Le Souffle du futur, mais le film est un nouvel échec.
Kurtz s'est également intéressé à l'animation, et devait produire au début des années 80 l'adaptation par Brad Bird de la série Le Spirit de Will Eisner. Mais le projet ne se concrétise pas, faute de financements. À la même époque, Kurtz est impliqué dans le développement difficile du Voleur et le Cordonnier de Richard Williams. Il quitte le projet quelques années plus tard.
Gary Kurtz meurt d'un cancer le 23 septembre 2018 à Londres.

## Filmographie

### Cinéma
- 1971 : Macadam à deux voies (Two-Lane Blacktop) de Monte Hellman
- 1971 : Chandler
- 1973 : American Graffiti de George Lucas
- 1977 : Star Wars : Épisode IV - Un nouvel espoir (Star Wars: Episode IV - A New Hope) de George Lucas
- 1977 : The Making of 'Star Wars' (TV)
- 1980 : Star Wars : Épisode V - L'Empire contre-attaque (Star Wars: Episode V - The Empire Strikes Back) de Irvin Kershner
- 1982 : Dark Crystal (The Dark Crystal) de Jim Henson et Frank Oz
- 1985 : Oz, un monde extraordinaire (Return to Oz) de Walter Murch
- 1989 : Slipstream : Le Souffle du futur (Slipstream) de Steven Lisberger
- 1995 : The Steal
- 2007 : 5-25-77
- 2016 : Gangster Kittens

### Séries télévisées
- 2007 : Friends and Heroes
- 2008 : Resistance